# Diaptomus kingsburyae
Diaptomus kingsburyae är en kräftdjursart som beskrevs av Robertson. Diaptomus kingsburyae ingår i släktet Diaptomus och familjen Diaptomidae. Inga underarter finns listade i Catalogue of Life.